# معمره (خرمشهر)
معمره (خرمشهر)، روستایی از توابع بخش مرکزی شهرستان خرمشهر در استان خوزستان ایران است.

## جمعیت
این روستا در دهستان حومه‌شرقی قرار دارد و براساس سرشماری مرکز آمار ایران در سال ۱۳۸۵، جمعیت آن ۱٬۹۳۱ نفر (۳۶6خانوار) بوده‌است.